# Драконический год
Дракони́ческий год (затме́нный год) — промежуток времени, за который Солнце (видимое с Земли) возвращается в тот же узел лунной орбиты (точку пересечения двух больших кругов небесной сферы — эклиптики и проекции на небесную сферу лунной орбиты, которая наклонена к эклиптике на 5°). Драконический год составляет 346,620 047 суток СИ (на 1950 год). Он короче сидерического года (периода обращения Земли вокруг Солнца), поскольку лунная орбита вместе со своими узлами постепенно поворачивается (прецессирует) в направлении, противоположном видимому движению Солнца по эклиптике.
Поскольку солнечные и лунные затмения происходят, когда Солнце находится достаточно близко к узлу лунной орбиты, затмения повторяются примерно через половину драконического года (173,31 суток), так как за это время Солнце проходит от одного узла до противоположного (на одной орбите два узла). Период, когда Солнце находится вблизи узла лунной орбиты, называется сезоном затмений, он продолжается около месяца (от 31 до 37 суток). В течение сезона затмений, как правило, происходит два затмения (одно лунное и одно солнечное, в том или другом порядке), в редких случаях наблюдаются три затмения (либо лунное, солнечное и лунное, либо солнечное, лунное и солнечное). Обычно в течение календарного года наблюдается два сезона затмений, но иногда их может быть три — в январе, июне и декабре. Сезоны затмений происходят 38 раз за один са́рос (период, по истечении которого вновь повторяется последовательность солнечных и лунных затмений, равный 6585,3 суток). Сарос почти точно равен 19 драконическим годам и 18 тропическим годам.
Название «драконический» связано с мифологическим представлением, что во время затмения светило (Солнце или Луна) проглатывается драконом. Ещё одна временна́я единица с этим определением — драконический месяц (27,212 220 суток), равный среднему промежутку времени между двумя последовательными прохождениями Луны через один и тот же (восходящий или нисходящий) узел своей орбиты. Существенное отличие драконического года от сидерического связано с относительно большой скоростью прецессии лунной орбиты (период прецессии, так называемый драконический период или нутационный период, равен всего 18,61 тропического года).
Драконический год постепенно удлиняется (на 2,8 секунды за столетие). Если обозначить через  Т количество юлианских столетий, прошедших с момента 1900,0, то мгновенная продолжительность драконического года равна (346,620 031 + 0,000 032 Т) суток СИ. С учётом этого, на 2025 год продолжительность драконического года равна 346,620 071 суток СИ.